# Clathraria atrorubens
Clathraria atrorubens är en korallart som först beskrevs av Gray 1870.  Clathraria atrorubens ingår i släktet Clathraria och familjen Melithaeidae. Inga underarter finns listade i Catalogue of Life.